# 毛黄栌
毛黄栌（学名：Cotinus coggygria var. pubescens）为漆树科黄栌属下的一个变种。

## 扩展阅读
- 維基物種上的相關：毛黄栌